# Leonid Sobolev
Leonid Nikolaevič Sobolev (in russo: Леонид Николаевич Соболев; 9 giugno 1844 – 13 ottobre 1913) è stato un militare e politico russo che ricoprì il ruolo primo ministro del principato di Bulgaria dal 5 luglio 1882 al 19 settembre 1883.
Nel 1868 finì l'accademia militare Nikolaj a San Pietroburgo, e svolse la sua carriera militare nell'esercito russo. Durante la Guerra turco-russa ricoprì il ruolo di ufficiale di stato maggiore nell'armata russa di stanza in Bulgaria. In seguito fu capo della cancelleria del principe Vladimir Čerkasskij, che governava le terre bulgare appena liberate.
Su richiesta del principe Alessandro tra il 1882 ed il 1883 ricpprì il ruolo di primo ministro del paese, di ministro degli interni e di ministro delle finanze. Si dimise poi in segno di disaccordo con la politica del principe e fece ritorno in Russia.

## Fonti
- Tašo Tašev, Министрите на България 1879-1999, Sofia, АИ „Проф. Марин Дринов“ / Изд. на МО, 1999, ISBN 978-954-430-603-8, /.